# Leucosolenia australis
Leucosolenia australis är en svampdjursart som beskrevs av Brøndsted 1931. Leucosolenia australis ingår i släktet Leucosolenia och familjen Leucosoleniidae. Inga underarter finns listade i Catalogue of Life.